# 라자 라비 바르마

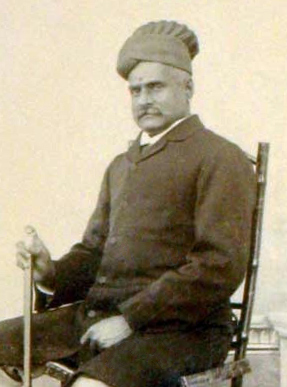

라자 라비 바르마(Raja Ravi Varma, 1848년 4월 29일 – 1906년 10월 2일)는 인도의 화가이자 예술가였다. 그는 인도 미술사에서 가장 위대한 화가 중 하나로 여겨진다. 그의 작품은 유럽 학술 예술과 순수 인도 감성 및 도상학이 융합된 가장 좋은 예 중 하나이다. 그는 최초의 현대 인도 예술가로 알려졌다. 특히 그는 자신의 그림을 저렴한 가격에 석판화로 대중에게 공개하여 화가이자 공인으로서 그의 영향력과 영향력을 크게 높인 것으로 유명하다. 그의 석판화는 일반 사람들의 미술에 대한 참여를 증가시켰고 일반 사람들의 예술적 취향을 정의했다. 더욱이, 인도 서사시와 푸라나에 나오는 힌두교 신과 작품에 대한 그의 종교적 묘사는 깊은 호평을 받았다. 그는 이전 말라푸람(Malappuram) 지역의 파라파나드(Parappanad) 왕가의 일원이었다.
라자 라비 바르마는 현재 인도 케랄라 주의 트라방코르 왕국 왕가와 밀접한 관련이 있다. 그의 생애 후반에 그의 손녀 중 두 명이 왕실에 입양되었고 그들의 후손은 최근 세 명의 마하라자(Maharajas, 즉 Balarama Varma III, Marthanda Varma III 및 Rama Varma VII)들을 포함하여 현재 트라방코르의 왕실을 구성한다.